# 濱口敏行
濱口 敏行（はまぐち としゆき、1943年4月13日 - ）は、日本の実業家。神奈川県出身。ヒゲタ醤油株式会社代表取締役社長。

## 人物・経歴
神奈川県鎌倉出身。ヤマサ醤油やヒゲタ醤油を生んだ浜口家の子孫であり、浜口吉右衛門（東浜口家代々当主名）久常の次男として生まれる。母親は野津鎮之助の娘。イエズス会系の私立学校栄光学園中学校・高等学校を卒業したキリスト教徒で、1967年、上智大学経済学部経済学科卒業。在学中は小山昭雄 (数学者)に師事し、詩吟同好会に所属して東洋思想にも親しんだ。1970年、バージニア大学経営大学院（ダーデン・ビジネス・スクール）修了（MBA取得）。バージニア大学での日本人MBA取得の第一号となった。
1971年、キッコーマン株式会社に入社し、海外事業部に勤務。1979年、ヒゲタ醤油株式会社に入社。その後、同社取締役、常務取締役、代表取締役専務等を経て、2002年、兄・勝久の跡を継いで、同社代表取締役社長に就任、2019年取締役相談役となり、2021年に退任した。
2009年に上智大卒業生の交流組織「ソフィア経済人倶楽部」を設立したほか、日本醤油協会理事などを務めた。
その他、2000年に現公益財団法人経済同友会に入会、2001年に幹事就任、企業の社会的責任委員会に所属し、CSRの普及に努めた。2007年にNPO・社会起業推進委員会の委員長を2年間務めた。2015年には同会の監査役（法人の監事）に就任2019年に退任した。
さらに2003年には学校法人香川栄養学園の理事に就任（2025年に再任）、さらに2021年には聖心女子学院理事となり、（2025年に退任）、学校法人の経営にも従事した。